# Ba Đồn
Ba Đồn est une ville dans le comté de Quang Trach, située dans la province de Quang Binh et la région Côte centrale du Nord, Viêt Nam. C'est le chef-lieu d’arrondissement. Ba Đồn est situé au centre de l’arrondissement. Ba Don encadre la commune de Quảng Long à l'est, Quảng Phong à l'ouest et au nord, Quảng Thọ aux sud. 